# Équipe de Porto Rico féminine de baseball
Uniformes
L'Équipe des Porto Rico de baseball féminin représente la Fédération de Porto Rico de baseball lors des compétitions internationales comme la Coupe du monde.
Son premier match s'est déroulé contre Cuba à l'occasion de la Coupe du monde 2010 au Venezuela, le premier événement officiel auquel elle participe. 
Elle termine la compétition en huitième position et prend la neuvième place au Classement mondial de l'IBAF au 1er septembre 2010.

## Palmarès
Coupe du monde:
- 2010 : 8e